# پرومته
پرومته یا پرومتئوس (به یونانی: Προμηθεύς)(به انگلیسی: Prometheus) در اسطوره‌های یونانی، یکی از تیتان‌‌ها و پسر یاپتوس و کلیمنه و خدای آتش است. او عاشق آتنا دختر زئوس شد و تنها کسی بود که آتنا را بوسید. آن‌ها بسیار همدیگر را دوست می‌داشتند و آتنا به او کمک کرد تا آتش را بدزدد. پس از زنجیر شدن پرومته آتنا هر هفته به دیدن او می‌رفت.
او یکی از تیتان‌‌های مورد احترام زئوس و تنها تیتان باقی‌مانده از جنگ زئوس بود. وی همچنین آتنا را از سر زئوس در آورد و به‌عنوان ارباب شفا هم شناخته می‌شود.
زئوس در عصر آفرینش انسان‌ها، پرومتئوس را برگزید تا همه چیز را به انسان بدهد، به‌جز آتش. پرومتئوس مورد اعتماد این کار را کرد و بسیاری از مسائل آدمیان را برطرف کرد. او به انسان‌ها عشق می‌ورزید و نمی‌توانست ناراحتی و رنج آن‌ها را ببیند؛ به همین علت به دور از چشم زئوس آتش را در نی‌ای گذاشته و به انسان داد. وقتی خبر به زئوس رسید او را بر سر قله قاف (در قفقاز) برد و بست و به سزای اعمال خود رساند.
هر روز عقابی می‌آمد و جگر او را می‌خورد و شب جگر از نو می‌رویید.
همین موقع بود که پرومتئوس به زئوس گفت: روزی خواهد آمد که پادشاهی و خدایی تو از میان برود و کسی بر تخت تو تکیه زند.
زئوس که از پیش‌گویی‌های او مطمئن بود، دائم در پی این بود که از او بپرسد چه کسی، ولی او هرگز پاسخی نمی‌داد، تا این‌که این موضوع به وقوع پیوست.
سرانجام هرکول عقاب را کشت و پرومتئوس را آزاد کرد. پرومته در عوض، راه به‌دست آوردن سیب‌های زرین هسپریدس را به او آموخت.

## اسطوره‌شناسی

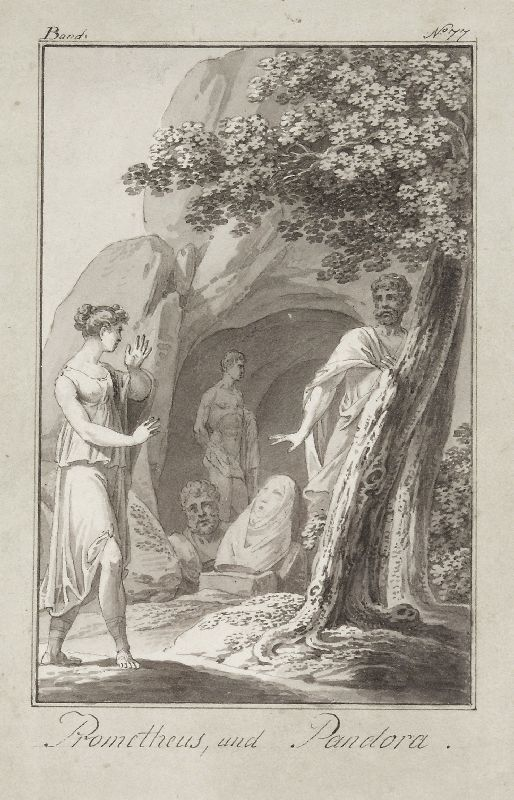
تصویری از پرومته و پاندورا

اسطورهٔ پرومتئوس برای اولین بار در قرن ۸ پیش از میلاد مسیح در شعر حماسی یونانی هزیود یا تبارنامهٔ خدایان خلق شد. او پسر یاپتوس از کلیمنه بود. او همچنین برادر اطلس، منوتیوس و نیز اپیمتوس بود. در تئوگونیا پرومتئوس با عنوان رقیبی پست در برابر علم بی‌پایان و قدرت مطلق زئوس معرفی می‌شود.
از دید هزیود، پرومته صرفاً خیرخواه و یاری‌دهندهٔ انسان‌ها بود. هزیود نقل می‌کند که روزی در طی مراسم قربانی در مکونه، پرومتئوس گاوی را پوست کند و تکه‌تکه کرد؛ او گوشت و اعضاء داخل شکم حیوان قربانی را در نیمی از پوستش گذاشت و آن‌ها را در زیر شکم حیوان پنهان کرد؛ در نیمهٔ دیگر پوست، استخوان‌های گاو را که در زیر لایه‌ای از چربی مخفی کرده بود گذاشت. آن‌گاه به زئوس گفت که یکی از آن دو نیمه را انتخاب کند و قرار شد نیمهٔ دیگر، سهم نوع بشر از قربانی باشد. زئوس به خاطر حرص و شکم‌بارگی، نیمهٔ حاوی چربی را برگزید، ولی وقتی با دقت از نزدیک نگاه کرد، دریافت که فریب خورده است، زیرا زیر چربی‌ها فقط استخوان بود. زئوس بسیار خشمگین شد و در آن رنجش و آزردگی خاطر از پرومته و انسان‌ها، آتش را از آنان دریغ کرد تا مجازاتشان باشد. پرومتئوس بار دیگر به نفع نوع بشر وارد عمل شد؛ او به کوه المپوس رفت و چند اخگر آتشین از «چرخ خورشید» ربود و درون یک رازیانهٔ غول پیکر (گیاهی با ساقهٔ مغزدار که گاه همچون آتش‌زنه مورد استفاده قرار می‌گرفت) به زمین آورد. در این هنگام دیگر خشم و غضب زئوس، حد و مرزی نمی‌شناخت. او پرومته را دستگیر و به ستونی از سنگ در کوه‌های قفقاز زنجیر کرد؛ عقابی غول‌آسا که فرزند اخدینا و تایفون بود، هر روز به‌طور مداوم جگر پرومته را پاره‌پاره می‌کرد، اما از آن‌جا که پرومتئوس در گروه جاودانگان یا بی‌مرگان بود، هر بار دوباره جگرش ترمیم می‌شد.
مجازات سخت‌تر و شدیدتری برای انسان‌ها تعیین شد؛ مجازاتی که ترمیم ناپذیر و جبران نشدنی بود.
زئوس نقشه‌ای کشید تا میرندگان را به مجازات برساند. از این رو از هفائستوس و آتنا خواست تا موجودی خیره‌کننده و زیبا بیافرینند. نتیجهٔ این همکاری هفائستوس و آتنا پیدایش زن بود. او را پاندورا نامیدند.
پاندورا زیبا و مهربان بود اما در قلب او گستاخی و حیله‌گری را نیز کار گذاشته بودند. پس از انجام این کار زئوس او را به اپیمتئوس (برادر پرومته) نشان داد و پرسید آیا دلش می‌خواهد با او ازدواج کند. حال قبل از آنکه زئوس این پیشنهاد «در ظاهر» صادقانه را مطرح کند، پرومتئوس به برادرش هشدار داده بود که زئوس بسیار مکار است و به هیچ وجه نباید از او هدیه‌ای بپذیرد.
اما اپیمتئوس شدیداً تحت تأثیر پاندورا قرار گرفت و خواست به سرعت با او ازدواج کند. به این ترتیب، پاندورا به زمین آمد. پیش از آن انسان‌ها (به‌طور دقیق‌تر مردها چون هنوز زنی آفریده نشده بود) زندگی سعادت‌مندانه و بی‌دغدغه‌ای به‌دور از هر گونه نگرانی و بیماری، طی می‌کردند. خدایی نیکوکار و دوراندیش همهٔ بلایا و بیماری‌ها را درون کوزه‌ای جمع کرده و درش را بسته بود. به‌محض این‌که پاندورا وارد زمین شد، شروع کرد به سرک کشیدن و فضولی و طولی نکشید که با کوزه برخورد. حس کنجکاوی‌اش تحریک شد و نتوانست در برابر وسوسهٔ بازکردن آن مقاومت کند. به‌محض بازکردن آن همهٔ بیماری‌ها و مشکلات از آن بیرون آمدند. در میان آن همه بدی، تنها یک چیز وجود داشت که باعث می‌شد انسان‌ها به زندگی ادامه دهند: «امید». تنها امید در میان انسان‌ها باقی ماند و سهم غم‌انگیز آن‌ها شد. پاداش مسخره و ریش‌خند‌آمیزی برای رنج‌ها و بدبختی‌هایشان. پرومتئوس پس از آزاد شدن و بازگشتن به المپ پیش‌گویی کرد اگر زئوس با تتیس ازدواج کند پسر آن دو زئوس را نابود خواهد کرد. زئوس به حرف پرومته گوش داد و به پرومته گفت هر پاداشی می‌خواهد درخواست کند پرومته در خواست کرد تا زئوس اجازه دهد او و معشوقش (آتنا دختر زئوس که باید تا ابد باکره می‌ماند) بتوانند با هم زندگی کنند بدون این‌که آمیزش داشته باشند.زئوس نیز قبول کرد .  پرومتئوس و آتنا نماد عشق راستین و بدون آمیزش در یونان باستان بودند.

## نگارخانه

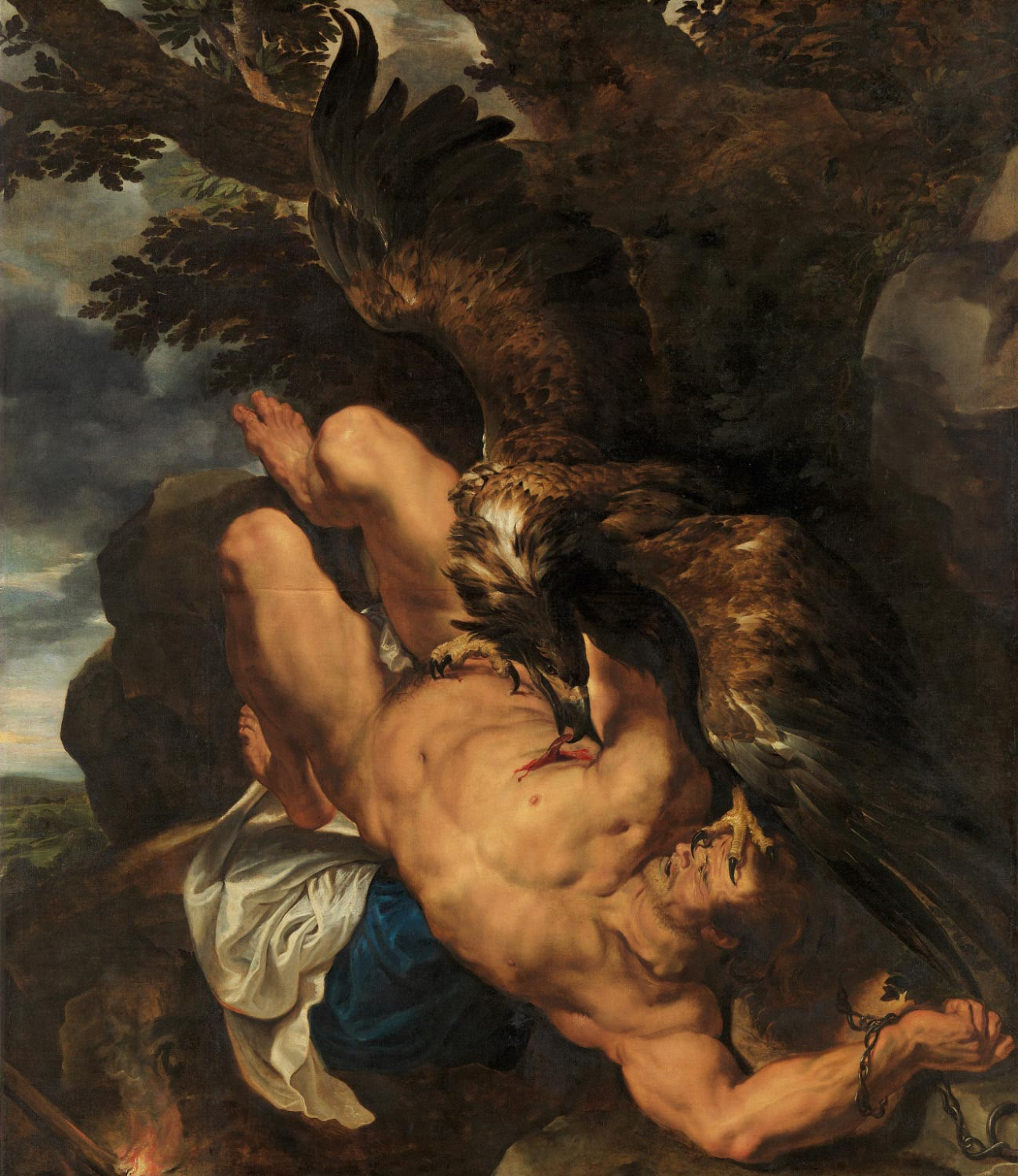
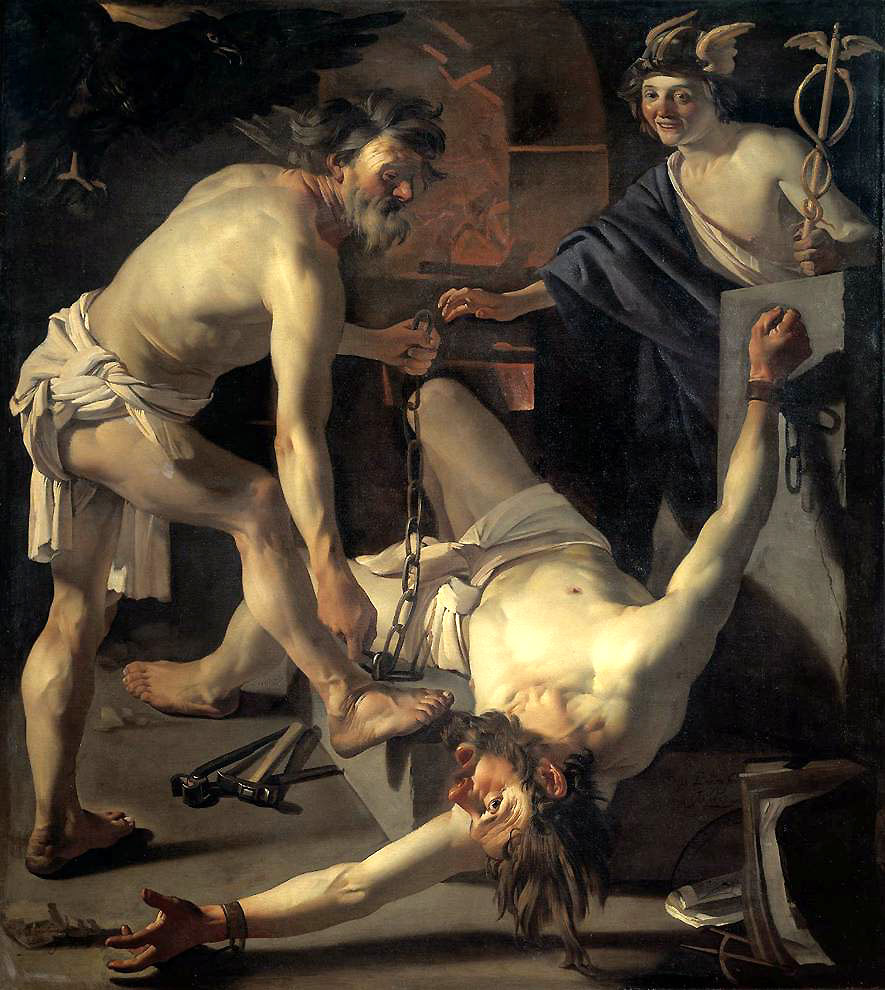
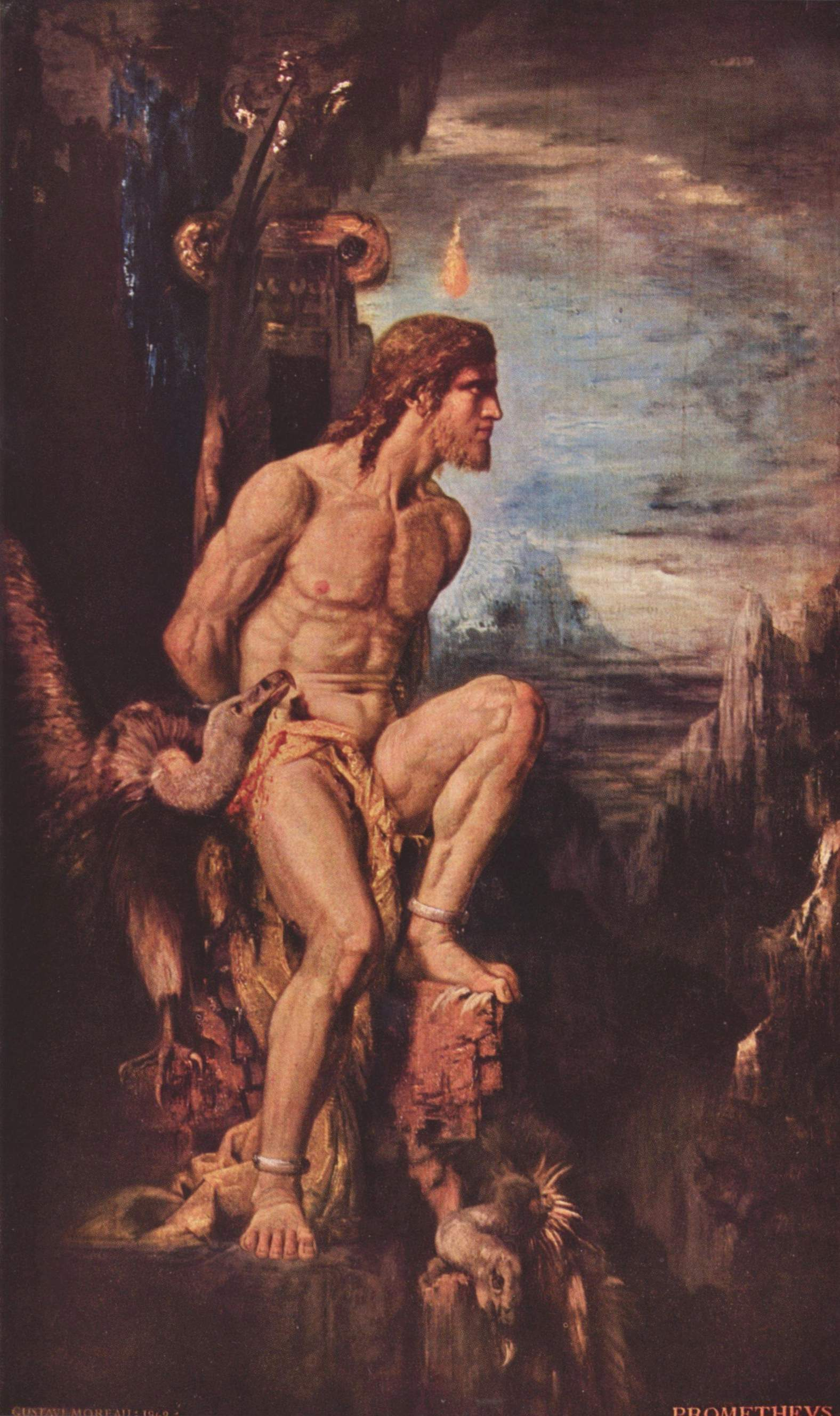
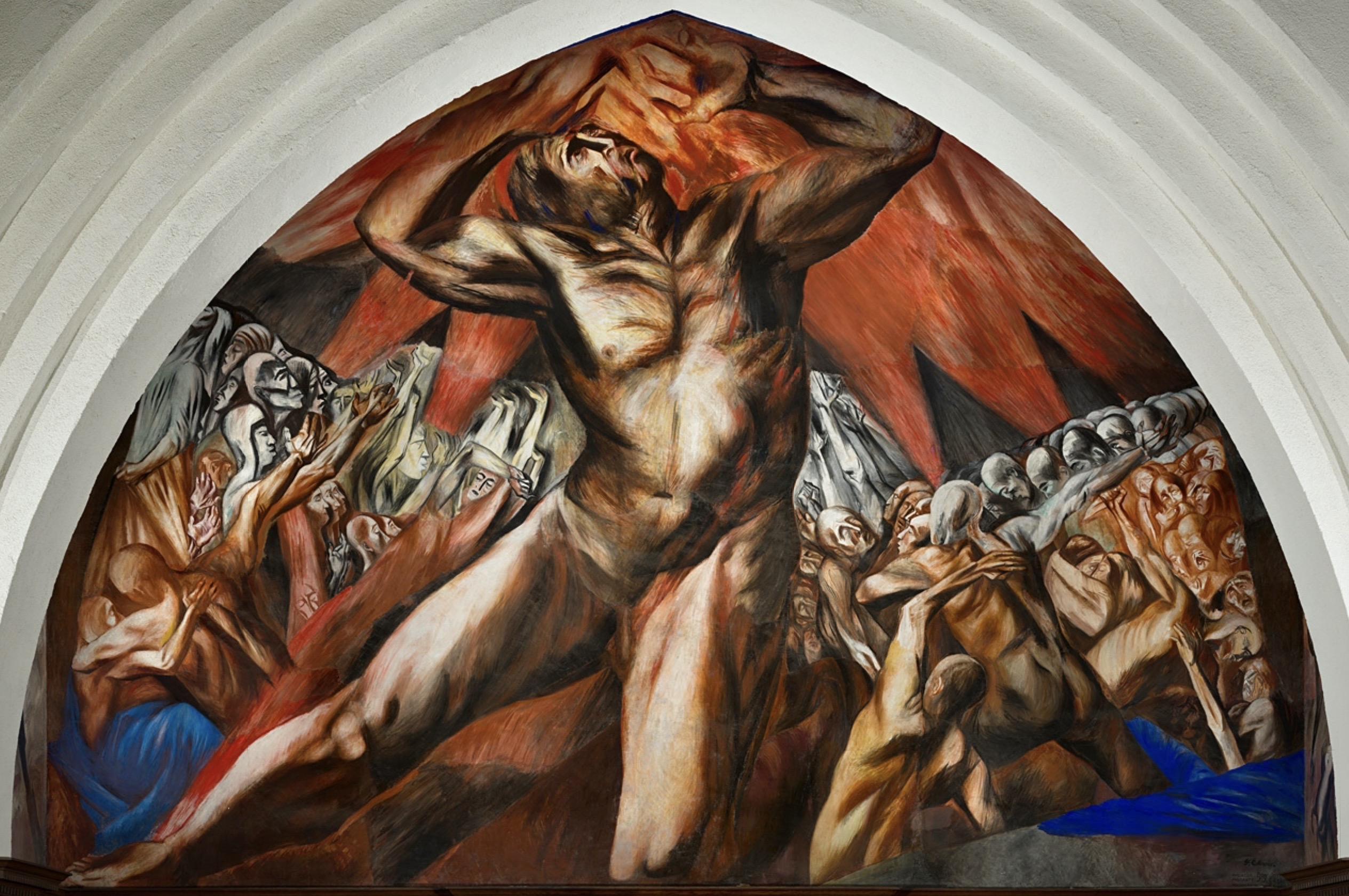